# Samson og Sally (Bog)
Samson og Sally er en billedbog skrevet af Bent Haller.

## Handling
I havet boede hvalerne over det hele. En af hvalerne hedder Samson. En dag møder Samson en anden kaskelotunge ved navn Sally, pludselig bliver Samsons mor dræbt af hvalfangere, så nu begynder Samson at lede efter Moby Dick.
| Bog | Spire Denne artikel om bøger og tidsskrifter er en spire som bør udbygges. Du er velkommen til at hjælpe Wikipedia ved at udvide den. |